# Amanda Labarca
Amanda Labarca, batejada com Amanda Pinto Sepúlveda (Santiago de Xile, 5 de desembre de 1886- 2 de gener de 1975), va ser una destacada professora, escriptora, feminista, ambaixadora i política xilena. La seva obra es va orientar principalment al millorament de la situació de la dona llatinoamericana i al sufragi femení a Xile.

## Biografia
Els seus pares van ser Onofre Pinto Pérez d'Arce i Savina Sepúlveda. Va cursar els seus primers estudis en un col·legi del carrer San Isidro, a Santiago, i després va prosseguir el seu ensenyament en el Liceu d'Isabel Le Brun de Pinochet.
Va obtenir el batxillerat en Humanitats en 1902. En 1905 i amb 18 anys, es va titular de Professora d'Estat amb esment en Castellà, de l'Institut Pedagògic de la Universitat de Xile. El mateix any, es va casar amb Guillermo Labarca Hubertson adoptant els seus cognoms de seguida, en protesta per l'oposició de la seva família al matrimoni.
En 1906 va ser nomenada sotsdirectora de l'Escola Normal n°3, i a l'any següent va publicar la seva primera obra: Impresiones de juventud, un conjunt de breus estudis de la generació espanyola del noranta-vuit.
En 1910 va viatjar als Estats Units d'Amèrica per continuar els seus estudis a la Universitat de Colúmbia, finançada per una beca que va obtenir en 1911, a la qual va poder anar amb el seu marit, qui també va guanyar una semblant. Posteriorment, en 1912, va seguir la seva especialització a França, a la La Sorbona, continuant els seus estudis en educació escolar.
En 1915 quan era encara estudiant va organitzar el Círculo de Lectura inspirada en els Readings Clubs dels Estats Units. Aquesta organització permetia portar l'educació i la cultura a les dones, que en aquesta època eren marginades, sense importar la seva condició social. Del Círculo de Lectura es va desprendre, en 1919, el Consejo Nacional de Mujeres. Participant en ell al costat de Celinda Reyes.
Posteriorment, gràcies a la seva preparació, se li atorga la Direcció del "Liceo de Niñas n°5".
En 1918, va tornar als Estats Units enviada pel govern, d'on va néixer l'obra: Las escuelas secundarias en los Estados Unidos.
En 1921, va iniciar les seves col·laboracions amb El Mercurio.
En 1922 va obtenir el càrrec de Professora Extraordinària de Psicologia, en la Facultat de Filosofia, Humanitats i Educació de la Universitat de Xile: Gràcies a això, aviat se li assigna una càtedra de filosofia a la mateixa universitat, sent la primera dona xilena i llatinoamericana a exercir aquest càrrec.
Es va incorporar com a militant en el Partido Radical. En 1922, va presentar un projecte per millorar els drets civils, polítics i jurídics de les dones, que dins del Codi Civil de Xile estaven restringits, (lluita que prosseguirà fins al final del segle).
Va aconseguir l'any 1925 l'aprovació d'un Decret Llei conegut com a Ley Maza (pel nom del senador José Maza) que restringeix en el Codi Civil, les atribucions de pàtria potestat del pare, en favor de la mare; s'habilita a les dones per testificar davant la llei, i autoritza a la dona casada per administrar els fruits del seu treball.
Com a educadora va impulsar, en 1932, la creació del Liceo Experimental Manuel de Salas, per a la formació dels futurs docents.
En 1935 és nomenada president del Comitè executiu de la comissió xilena de Cooperació Intel·lectual.
Va ser una de les fundadores del Comité Nacional pro Derechos de la Mujer, creat en 1933, al costat d'Elena Caffarena i altres dones.
Nomenada ambaixadora en 1946, pel govern del president Gabriel González Videla, com a representant de Xile davant les Nacions Unides, i cap de la secció Estatus de la Dona.
Va ser també critica literària i escriptora, preocupant-se especialment pel rol de la dona en la societat. Va dirigir el periòdic del Círculo de Lectura, Acción Femenina, que va tenir destacada participació en la lluita per l'obtenció del vot femení i a combatre el suborn (venda de vots). Gràcies a això, en 1944, és elegida presidenta de la Federación Chilena de Instituciones Femeninas.

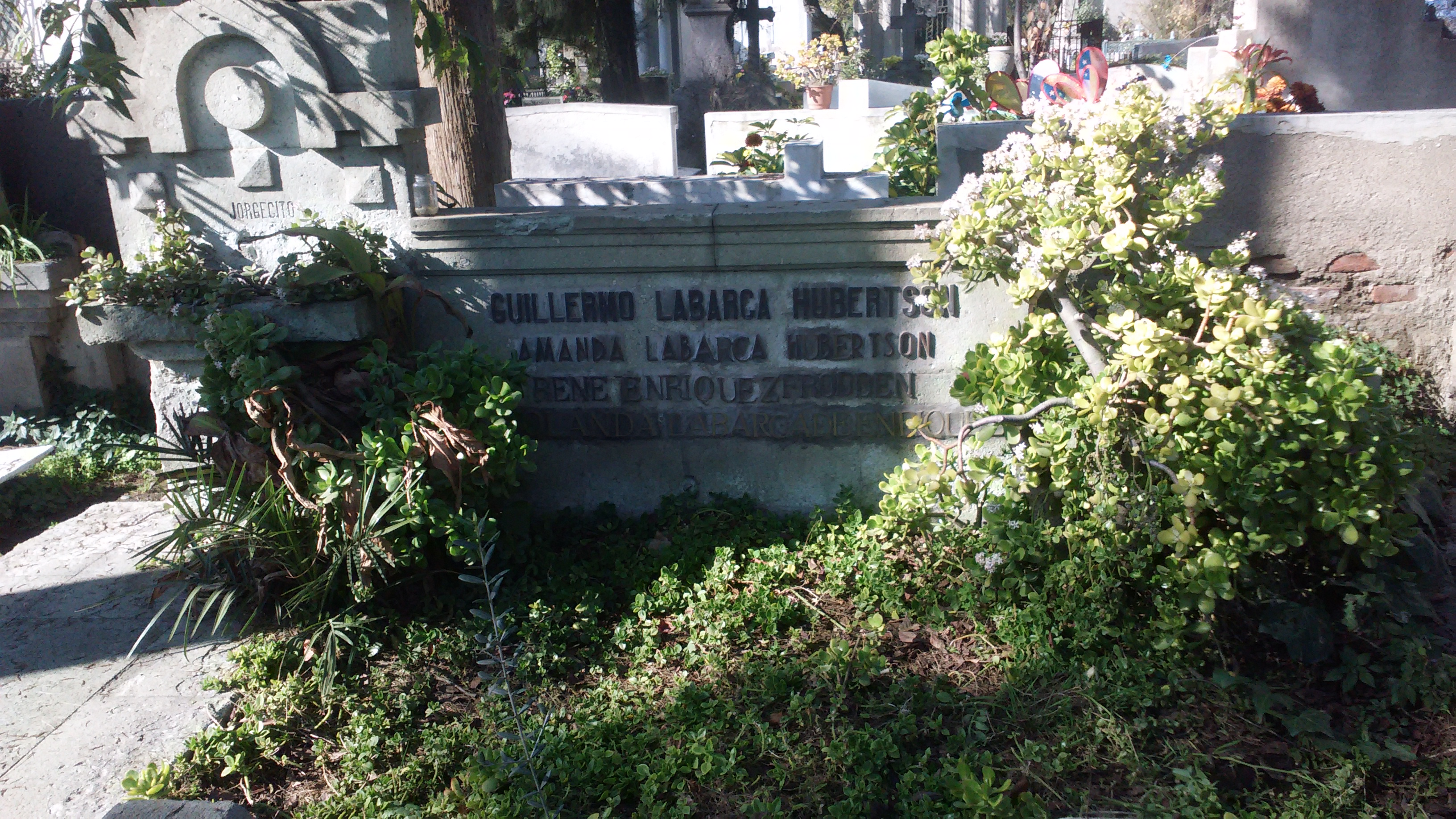
La seva tomba i a de el seu espòs en el Cementiri General de Santiago

Va crear les Escuelas de Temporada de la Universitat de Xile, dirigint-les fins a 1944. Va dictar cursos i seminaris en països de tota Amèrica.
En 1964 va ser distingida com a Membre Acadèmic de la Facultat de Filosofia i Educació de la Universitat de Xile, i en 1969 de l'Acadèmia de Ciències Polítiques, Socials i Morals de l'Institut de Xile.
Va morir a Santiago, el 2 de gener de 1975, als 88 anys. El seu llegat encara roman vigent en múltiples publicacions en favor dels drets de la dona i sobre temes d'educació.
Va escriure nombrosos llibres sobre educació i feminisme, a més d'escriure per a periòdics nord-americans, va dirigir a les dones en el partit Radical. Sobre aquest tema, alguns autors indiquen que la seva obra s'emmarca dins del grup d'escriptores i assagistes d'orientació feminista liberal com Vera Zouroff, Elvira Santa Cruz Ossa i Delie Rouge.

## Homenatges

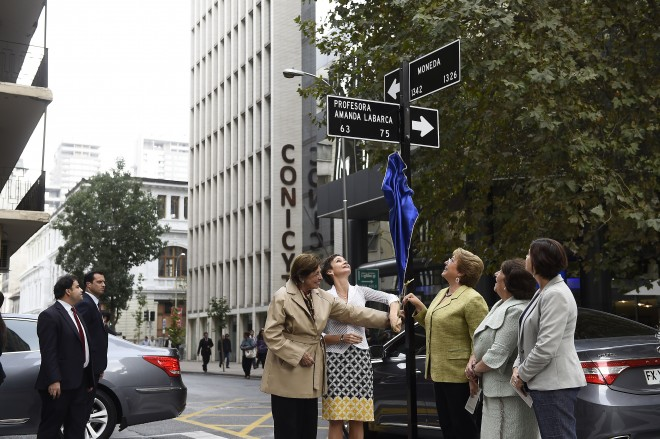
Michelle Bachelet durant la cerimònia canvi de nom de carrer Almirall Lorenzo Gotuzzo per Professora Amanda Labarca, esdeveniment és organitzat per l'alcaldessa de la Municipalitat de Santiago, Carolina Tohá i la Ministra d'Educació, Adriana Delpiano (2016).

En 1976, La Universitat de Xile va crear el premi Amanda Labarca en la seva memòria, dirigit al reconeixement dels mèrits d'una dona universitària, premi que es lliura anualment
Hi ha un liceu municipal en la comuna de Vitacura que porta el seu nom en el seu honor.
Un carrer per als vianants de la comuna de Santiago també porta el seu nom, el carrer (situada entre les carrers Hermanos Amunátegui i Teatinos) que per 36 anys va portar el nom de "Lorenzo Gotuzzo" (en homenatge al ministre d'Hisenda del General Augusto Pinochet), passà a cridar-se des del 6 de març de 2016 "Calle Profesora Amanda Labarca".

## Obres o llibres
- Impresiones de juventud (1907)
- Actividades femeninas en Estados Unidos (1914)
- En tierras extrañas (1914)
- Las escuelas secundarias en los Estados Unidos (1918)
- La lámpara maravillosa (1921)
- Lecciones de Filosofía (1923)
- Nuevas orientaciones de la enseñanza Adónde va la mujer (1934)
- Bases para una política educacional (1944).
- Desvelos en el alba (1945)
- Feminismo contemporáneo (1948)
- Historia de la enseñanza en Chile (1948)- Corrección, primera edició realitzada en les Publicacions de la Universitat de Xile, 1939.

Altres obres:
- Meditaciones breves
- Perspectiva de Chile
- Cuentos a mi señor